# Дмитрієвська сільська рада (Чишминський район)
Дми́трієвська сільська рада (рос. Дмитриевский сельский совет) — муніципальне утворення у складі Чишминського району Башкортостану, Росія. Адміністративний центр — присілок Дмитрієвка.

## Населення
Населення — 547 осіб (2019, 618 у 2010, 700 у 2002).

## Склад
До складу поселення входять такі населені пункти:
| Населений пункт          | Населення, осіб (2002) | Населення, осіб (2010) |
| ------------------------ | ---------------------- | ---------------------- |
| Бішказі, село            | 373                    | 285                    |
| Дмитрієвка, присілок     | 252                    | 277                    |
| Кахновка, село           | 60                     | 43                     |
| Красний Октябр, присілок | 15                     | 13                     |